# Bogidiella ringueleti
Bogidiella ringueleti is een vlokreeftensoort uit de familie van de Bogidiellidae. De wetenschappelijke naam van de soort is voor het eerst geldig gepubliceerd in 1988 door Grosso & Fernandez.